# شوغو كاواهارا
شوغو كاواهارا (باليابانية: 川原 周剛) (14 فبراير 1980 في كوراشيكي في اليابان – )؛ هو لاعب كرة قدم ياباني سابق كان يلعب كلاعب وسط.

## وصلات خارجية
- شوغو كاواهارا على موقع رابطة كرة القدم اليابانية للمحترفين (اليابانية)
- شوغو كاواهارا على موقع Soccerway.com (الإنجليزية)